# Hermannus Alemannus
Hermannus Alemannus (Latijn voor Herman de Duitser) vertaalde Arabische filosofische en poëtische werken naar het Latijn. Hij werkte rond het midden van de dertiende eeuw (van ongeveer 1240 tot 1256) aan de Vertalersschool van Toledo en kan vrijwel zeker worden geïdentificeerd met de Hermannus die van 1266 tot aan zijn dood in 1272 bisschop van Astorga in León was. In de periode ertussen zou hij in dienst geweest zijn van Manfred van Sicilië.

## Werk
Zijn vertalingen zijn geïdentificeerd aan de hand van prologen en colofons in de overgebleven manuscripten, waarvan er drie gedateerd zijn. Het zijn: de Retoriek, bestaande uit de vrijwel volledige tekst van Aristoteles, afgewisseld met delen van Averroes' middencommentaar en korte fragmenten uit Avicenna en Al-Farabi; het inleidende gedeelte van Al-Farabi's commentaar op de retoriek; Averroes' middelste commentaar op de Ethiek van Nicomachea (Toledo, 1240); een Arabische belichaming van de ethiek, bekend als de Summa Alexandrinorum (1243 of 1244); en het middelste commentaar op de Poëtica (Toledo, 1256), waarbij deze laatste bekend staat als de Poetria.
Ook vertaalde hij psalmen uit het Latijn naar het Castiliaans, rekening houdend met de Hebreeuwse tekst.
Net als andere vertalers van de School van Toledo nam hij zijn toevlucht tot Arabische vertalers. Zelf vertelde hij Roger Bacon dat zijn kennis van het Arabisch niet goed was. Hermannus Alemannus ontmoette Bacon tijdens een verblijf in Parijs in de jaren 1240, waar hij mogelijk ook Robert Grosseteste ontmoette.
- Biblioteca Nacional de España: XX981542
- Bibliothèque nationale de France: cb123695253 (data)
- Gemeinsame Normdatei: 119240092
- International Standard Name Identifier: 0000 0003 5514 1807
- Library of Congress Control Number: nr94042010
- Nationale Bibliotheek van Tsjechië: mzk2008486709
- Nationale Bibliotheek van Israël: 987012250573505171
- Nationale Bibliotheek van Polen: a0000002702049
- Réseau des bibliothèques de Suisse occidentale: 02-A000079796
- Système universitaire de documentation: 032718985
- Virtual International Authority File: 190503719
- WorldCat: E39PCjqyjRydMfP7QDPKBdkTRC